# Porzellanfabrik Liersmühle
Die Porzellanfabrik Liersmühle war ein Porzellan herstellendes Unternehmen mit Sitz in Stotzheim (heute Stadtteil von Euskirchen), zwischen Rheder und Stotzheim südöstlich des Stadtkerns von Euskirchen gelegen.

## Geschichte

### Porzellanfabrik Fr. Chr. Schmeisser (1882–1895)
Gegründet wurde die „Porcellan-Fabrik Liersmühle“ 1882. 1892 firmierte die Porzellanfabrik in der Liersmühle als „Porzellanfabrik Fr. Chr. Schmeisser“. Alleiniger Inhaber der Porcellan-Fabrik Liersmühle, war damals die Ehefrau von Eugen Curt Schmeißer, Frau Ida Pauline Schmeißer, geb. Apitzsch. Die Firma war beim Handelsregister in Euskirchen eingetragen. 1895 wurde Konkurs angemeldet. Konkursverwalter war der Rechtsanwalt Gottschalk aus Euskirchen. Im Adressbuch der Keram-Industrie von 1906 heißt es, das die Firma erloschen sei.

### Porzellanfabrik Bruno Hellwig (1896–1937)
1896 wurde in der Liersmühle zwischen Rheder und Stotzheim die „Porzellanfabrik Bruno Hellwig“ gegründet. Inhaber war Bruno Hellwig in London. 1899 heißt es, dem Kaufmann Richard Hellwig, zu Liersmühle, ist Procura erteilt. 1906 war Richard Hellwig Geschäftsführer. Die Fabrik hatte 1934 1 Brennofen, 1 Muffelofen und die Feuerung erfolgte mit Briketts und Steinkohle. Die Fabrik hat noch bis 1937 bestanden.

## Produkte

### Porzellanfabrik Fr. Chr. Schmeisser (1882–1895)
Hergestellt wurde Elfenbeinporzellan und Porzellanblumen.

### Porzellanfabrik Bruno Hellwig (1896–1937)
1906 wurden Gebrauchsware und billige Tassen hergestellt. Die Fabrik hatte eine eigene Malerei. Hergestellt wurden 1934 Gebrauchsgeschirre und Tassen.

## Fabrikmarke
Die Marke der „Porzellanfabrik Fr. Chr. Schmeisser“ zeigt im Jahr 1893 ein Kreuz, bestehend aus zwei hölzernen Wellbäumen einer Walkmühle, zwischen vier Buchstaben, oben links ein P, oben rechts ein L, unten links ein S und unten rechts ein E, für Porzellanfabrik, Liersmühle, Schmeisser, Euskirchen.